# Севар
Севар је последњи бугарски кан из династије Дуло. У периоду 733 — 735. године влада као вазал Византије, а 735. године диже побуну и осамостаљује се, да би 738. године био убијен у византијској заседи у шумама у околини Солуна. Разлог за Севарову побуну била је одлука византијског цара да Бугарској одузме области између Вардара и Нишаве. Након Севарове смрти, у Бугарској почиње владавина династије Вокила.